# ドバイ・ホールディング
ドバイ・ホールディング（Dubai Holding）は、アラブ首長国連邦の政府系持株会社である。

## 概要
2004年10月設立。

## 関連会社
- ドバイ・インターナショナル・キャピタル（DIC）
- ドバイ・グループ
- ドバイ・プロパティーズ
- ジュメイラ・グループ
- サマ・ドバイ
- タトウィール